# 백낙조
백낙조(白樂朝, 1934년 3월 23일 ~ 2000년 1월 28일)는 대한민국의 의사, 교육자이다. 부친은 백인제이다. 1946년 12월 17일 우리나라 최초로 설립한 민립공익법인 ‘재단법인 백병원’은 ‘학교법인 인제학원’(1979.1.12. 문교부 정식허가. 설립자 대표 백낙조)으로 새롭게 태어났으며, 초대 이사장을 맡았다.

## 가족관계
- 부 : 백인제(白麟濟, 1898년 ~ 1950년) 백병원 설립자
- 큰어머니 : 광주 이씨(廣州李氏, ? ~ ? )
  - 누나 : 백난영(白蘭英, 1915년 ~ ? )
- 모 : 최경진(1908년 ~ 2011년, 전주 최씨(全州崔氏)) 최건유(崔建柔)의 딸, 배화여고 교사
  - 부인 : 하네로레 이틱 (독일인)
  - 동생 : 백낙훤(白樂暄, 1938년 ~ )